# (74386) 1998 XG22
(74386) 1998 XG22 – planetoida z pasa głównego asteroid okrążająca Słońce w ciągu 4,43 lat w średniej odległości 2,7 j.a. Odkryta 11 grudnia 1998 roku.